# Kung Fu Panda - I segreti dei maestri
Kung Fu Panda: I segreti dei maestri (Kung Fu Panda: Secrets of the Masters) è un cortometraggio animato del 2011 diretto da Tony Leondis.
Prodotto da DreamWorks Animation, è uscito il 13 dicembre 2011, come contenuto speciale allegato al film d'animazione del 2011 Kung Fu Panda 2 DVD e Blu-ray. Il cortometraggio consiste principalmente in un'animazione tradizionale (17 minuti), creata da Duncan Studio. Scopre i passati dei maestri della città di Gongmen: Maestro Rino Tonante, Maestro Bue Infuriato e Maestro Croc.
Una caratteristica significativa è che Jack Black, Dustin Hoffman, Angelina Jolie, Seth Rogen, Randall Duk Kim e Dennis Haysbert riprendono i loro ruoli dai film. Tuttavia, Jean-Claude Van Damme e Victor Garber non hanno ripreso i loro ruoli dal sequel.

## Trama
Durante la notte, con il pretesto di un'emergenza, Po guida Tigre e Mantide nell'irrompere nella nuova mostra del Consiglio dei Maestri, in omaggio ai Maestri Rino Tonante, Bue e Croc. Sebbene Tigre e Mantide siano infastiditi dall'inganno, Po coinvolge il loro interesse nella storia di come il trio di maestri si sia incontrato per la prima volta.
Molto tempo fa, nella città di Jinzhou, dove il kung fu veniva praticato per lo sport del combattimento di strada, Rino, Bue e Croc erano giovani combattenti che attirarono l'attenzione del Maestro Oogway, il quale, vedendo il loro talento e la loro concentrazione, augurò loro di trovare qualcosa per cui valga la pena lottare. Mentre il trio combatteva fino a fermarsi, due delle malvagie Sorelle Wu stavano liberando il loro leader e sorella maggiore, Su Wu. Per riacciuffarle, Oogway convince Rino, Bue e Croc ad aiutarlo a trovare le sorelle sul vulcano Hubei. Tuttavia, con suo disappunto, Oogway deve fare appello a loro con la vaga prospettiva di essere messi sulla strada della ricchezza per ottenere quella cooperazione.
Mentre le Sorelle Wu tramano per unire le varie bande criminali per prendere il controllo della Cina, Oogway deve respingere ciascuna delle meschine proposte dei suoi connazionali durante il viaggio per abbandonare gli altri a loro vantaggio. Al campo, Oogway scopre che, sebbene Croc e Bue siano motivati rispettivamente dal narcisismo e dall'avidità, Rino ha un profondo bisogno di conquistare il rispetto di suo padre, Maestro Rino Volante. A questo proposito, Oogway suggerisce a tutti che i loro obiettivi attuali li spingeranno a desiderare di più e che "cambiare rotta" può portare a vite migliori per tutti. Prima che il trio possa comprendere il punto di Oogway, arriva un uccello messaggero delle Sorelle per rivelare il loro piano e Oogway fa partire immediatamente la compagnia.
Per incoraggiarli a cambiare strada, Oogway guida segretamente il trio su un percorso estremamente pericoloso attraverso il Ponte delle Nebbie e li costringe a cooperare in modo che tutti possano passare in sicurezza, per illustrare il suo punto di altruismo. Tuttavia, quando il trio scopre finalmente che la metaforica promessa di ricchezza di Oogway significava in realtà "ricchezza emotiva", le loro proteste li fanno accidentalmente intrappolare su un fiume di lava. Oogway riesce a portarli su un terreno sicuro, ma cade in una caduta di lava, lasciandoli con solo il consiglio, "Ricordate il percorso", a guidarli.
Scoraggiato dalla perdita, il trio cerca di ritrovare la strada di casa. Tuttavia, incontrano un villaggio di conigli devastato dalle Sorelle Wu, e i suoi cittadini cercano disperatamente di assumerli per proteggerli. Commosso dalla difficile situazione degli abitanti del villaggio, il trio rifiuta la parcella e decide di fermare le Sorelle Wu, per il bene di un ideale più alto.
Motivati, i tre interrompono il vertice della Sorella. Quando gli ex combattenti di strada rivelano che lo stanno facendo puramente per onore, intimidiscono le varie bande in visita affinché si ritirino, mentre le Sorelle Wu combattono da sole. Sebbene le Sorelle Wu si dimostrino troppo difficili da combattere individualmente, Rino, Bue e Croc riescono a unire le loro abilità per sconfiggerle in un attacco coordinato. Al momento della vittoria, Oogway, che in qualche modo è sopravvissuto, riappare, dopo aver catturato il resto delle bande e lodando i suoi compagni per essere degni guerrieri che hanno trovato uno scopo più alto.
La scena ritorna alla mostra al mattino, dove il Maestro Po conclude la storia di come i nuovi maestri formarono il Consiglio dei Maestri nella città di Gongmen. Sfortunatamente, il Maestro Shifu li scopre; Po inizialmente pensa che sia una mostra. Sebbene non sia furioso, mette comunque Po al lavoro per riparare il tetto che ha danneggiato durante l'irruzione, prima che la mostra apra tra venti minuti, usando una cazzuola che Po pensa sia un'arma leggendaria. Sfortunatamente, Po si chiude accidentalmente in un sarcofago che un tempo fungeva da cella di prigione di Su Wu. È intrappolato, quindi decide di fare un pisolino, lasciando il tetto non riparato.

## Doppiatori
| Personaggi            | Doppiatori originali | Doppiatori italiani  |
| --------------------- | -------------------- | -------------------- |
| Po                    | Jack Black           | Gianfranco Miranda   |
| Tigre                 | Angelina Jolie       | Francesca Fiorentini |
| Shifu                 | Dustin Hoffman       | Eros Pagni           |
| Oogway                | Randall Duk Kim      | Dante Biagioni       |
| Mantide               | Seth Rogen           | Simone Mori          |
| Maiale servitore      | Todd Berger          |                      |
| Rino Volante          | David Cowgill        |                      |
| Guardia gorilla       | Donald Fullilove     |                      |
| Giovane Bue Infuriato | Dennis Haysbert      | Francesco Pannofino  |
| Piccolo uccellino     | Joseph Izzo          |                      |
| Giovane Croc          | Tony Leondis         | Franco Mannella      |
| Mamma coniglietto     | Edie Mirman          |                      |
| Su Wu                 | Sumalee Montano      |                      |
| Wing Wu               | Sumalee Montano      |                      |
| Wan Wu                | Sumalee Montano      |                      |
| Coniglietto di soldi  | Michelle Ruff        |                      |
| Giovane Rino Tonante  | Paul Scheer          | Roberto Draghetti    |
| Maiale annunciatore   | Paul Vogt            |                      |

## Riconoscimenti
I segreti dei maestri ha vinto un Annie Award nel 2012 per la migliore produzione per uno speciale animato.